# Kampanila
Kampanila (z italského campanile a campana zvon) je zvonice tvaru věže s kruhovým nebo čtvercovým půdorysem, situovaná obvykle v blízkosti podélné strany chrámového půdorysu. Moderní kampanily často obsahují místo zvonů zvonkohry.
Nejvyšší volně stojící kampanila na světě je Joseph Chamberlain Memorial Clock Tower na Birminghamské univerzitě.
Zdroje se ale při uvádění výšky liší, některé uvádějí výšku 110 metrů a jiné 100 metrů.

## Galerie

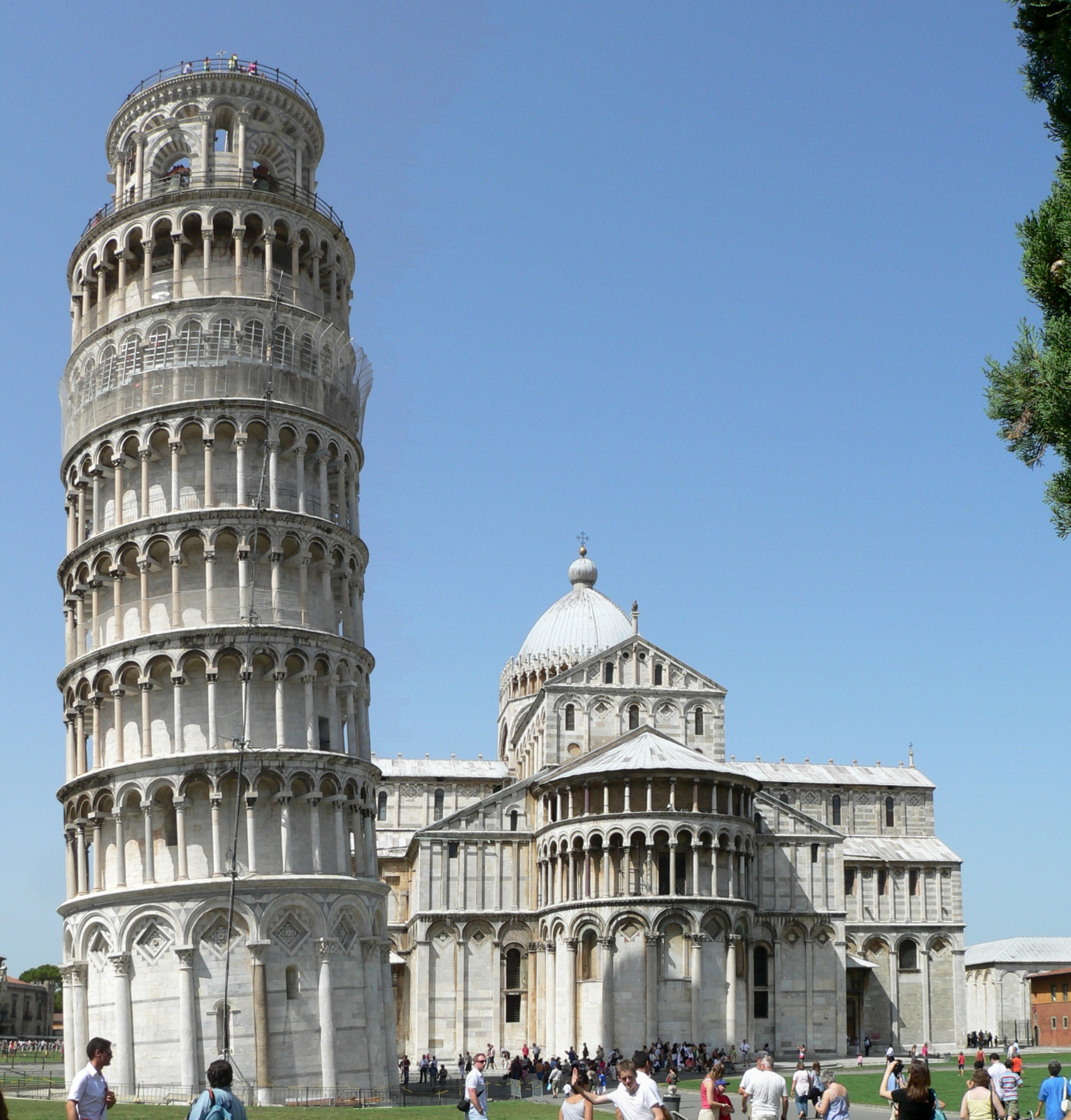
Šikmá věž v Pise
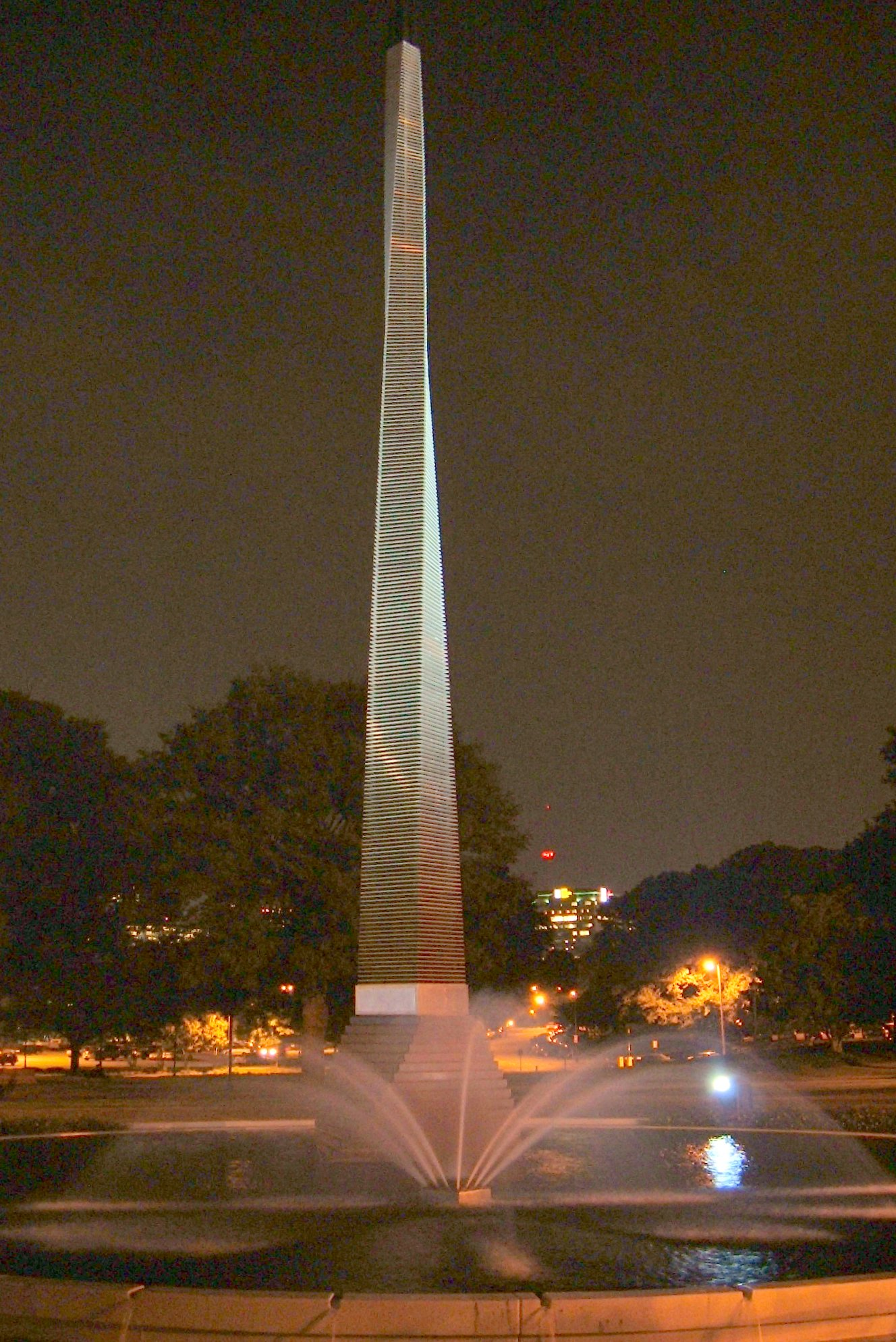
Kesslerova kampanila
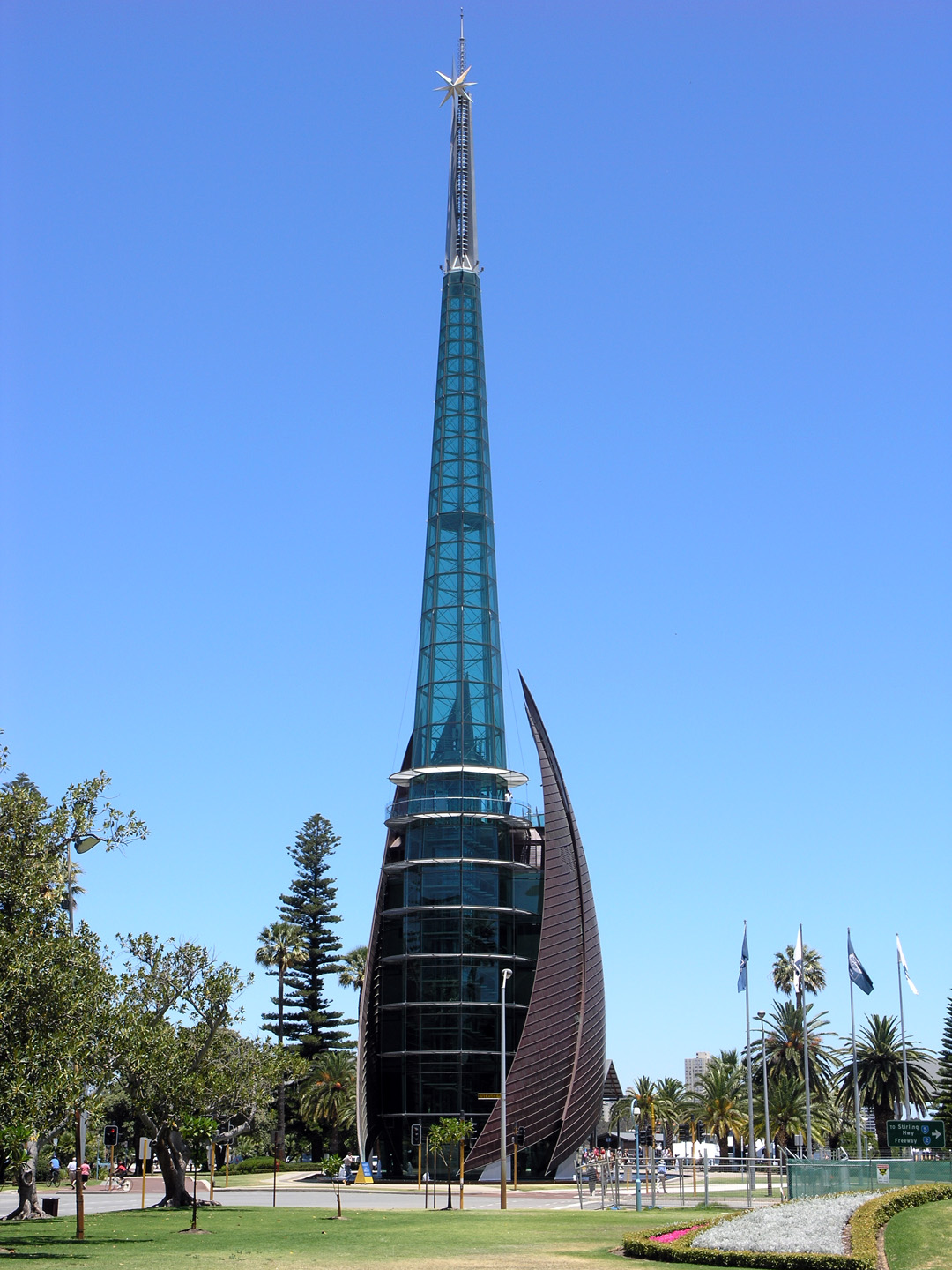
Swan Bells, Perth
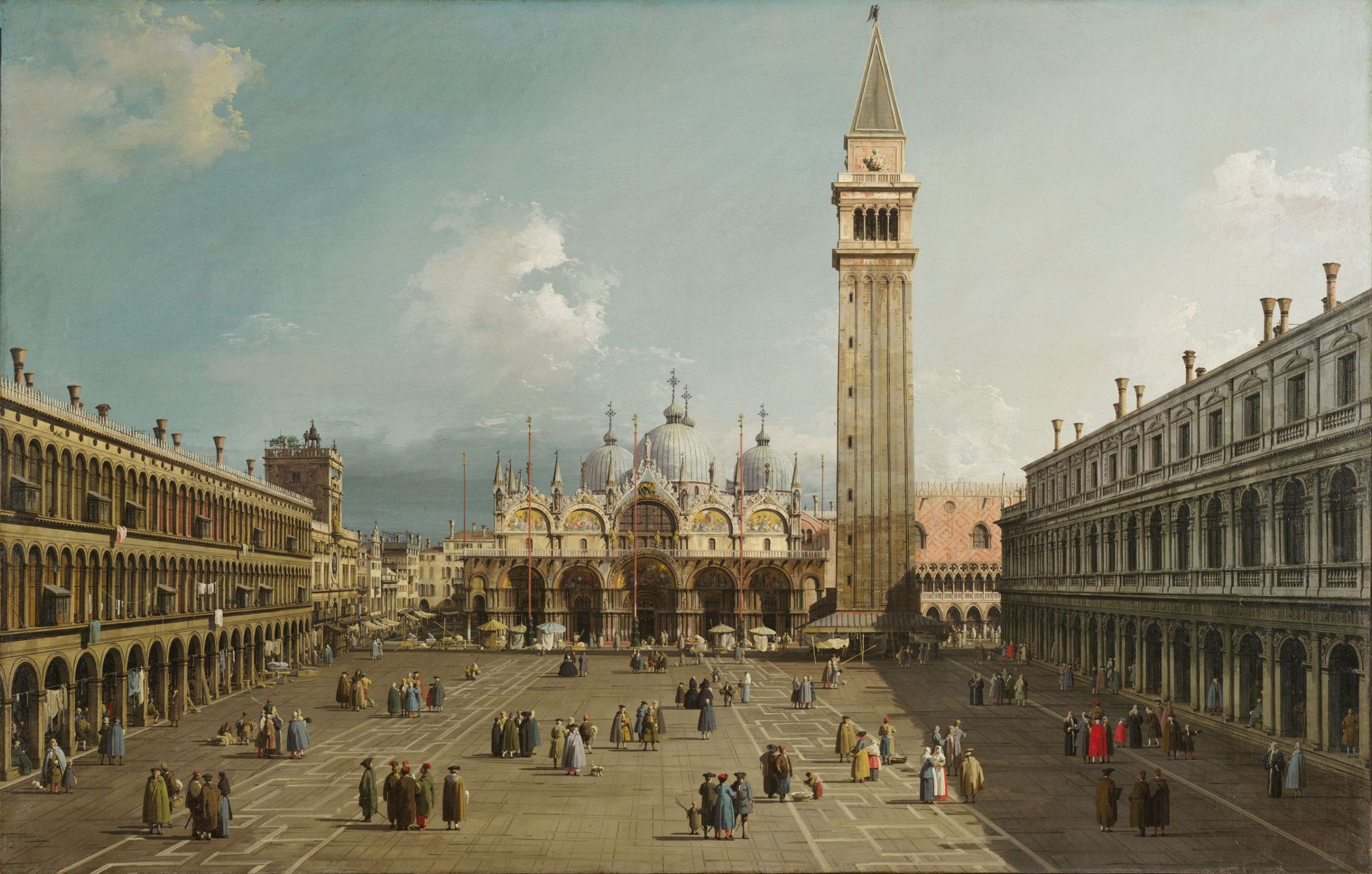
Kampanila baziliky sv. Marka v Benátkach
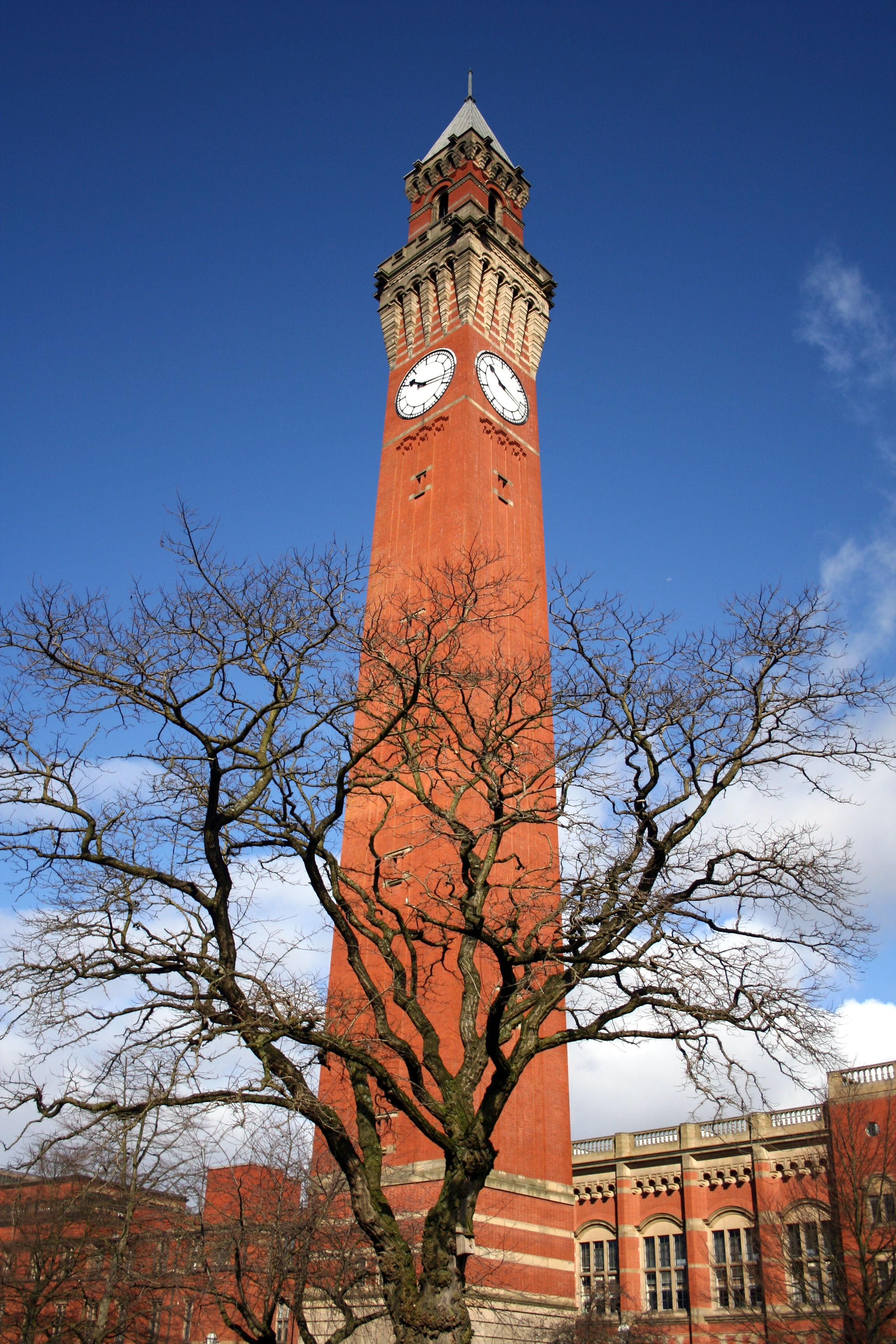
Joseph Chamberlain Memorial Clock Tower